# Canadá nos Jogos Olímpicos de Verão de 1948
A Canadá competiu nos Jogos Olímpicos de Verão de 1948, realizados em Londres, Inglaterra.